# Михаленко, Наталья Владимировна
Ната́лья Влади́мировна Михале́нко — российский литературовед, специалист по русской литературе XX века.

## Биография
В 2006 году окончила с отличием Московский городской педагогический университет. Ещё во время обучения, с 2003 года, участвовала в работе «Группы изучения творчества С. А. Есенина» Института мировой литературы имени А. М. Горького РАН (ИМЛИ РАН) и в подготовке «Летописи жизни и творчества С. А. Есенина».
В 2006—2009 годах училась в очной аспирантуре ИМЛИ РАН, защитив в 2009 году диссертацию на соискание учёной степени кандидата филологических наук на тему «Небесный Град в творчестве С. А. Есенина: поэтика и философия».
С 2012 года, после защиты кандидатской диссертации, работает в ИМЛИ РАН в «Группе изучения творчества В. В. Маяковского» и участвует в подготовке Полного собрания произведений В. В. Маяковского; старший научный сотрудник отдела новейшей русской литературы и литературы русского зарубежья.
Автор разделов об Александре Чаянове и Константине Паустовском трёхтомной коллективной монографии ИМЛИ РАН «Русская литература 1920—1930-х годов. Портреты прозаиков».

## Научная деятельность
Область научных интересов: русская литература XX века, творчество Сергея Есенина, Владимира Маяковского, Александра Чаянова, Константина Паустовского, синтез искусств, визуальные средства в литературе, переводы произведений русской классики на финский язык.

## Исследовательские проекты
- «Летопись жизни и творчества С. А. Есенина. Том 5. Часть третья. Справочные материалы к 5 томам (7 книгам)» (2011–2013)[1]
- Словник «Есенинской энциклопедии» (РГНФ, 2014–2016)[1]
- «Книжно-плакатное творчество В. В. Маяковского: Структура жанров. Текстология. Поэтика» (2013–2016)[1]
- «М. Ю. Лермонтов. Энциклопедический словарь», работы по ГПХ с МГОУ в качестве привлеченного исследователя (РГНФ, 2014)[1]

## Награды и поощрения
- Лауреат конкурса «Грант Москвы» в области наук и технологий в сфере образования (2003, 2005)[1]